# Ashwin Adhin
Ashwin Adhin (né le 10 juin 1980) est un homme d'État surinamais et vice-président du Suriname de 2015 à 2020. Il est membre du Parti national démocratique.
En juillet 2013, il devient ministre de l'Éducation au sein du cabinet du président Desi Bouterse, remplaçant Shirley Sitaldin. Lors des élections législatives surinamaises de 2015, il est élu à l'Assemblée nationale dans la région de Paramaribo. Il devient vice-président le 12 août 2015,,. Il est le président de l'Assemblée nationale depuis le 29 juin 2025.

## Biographie
Adhin a obtenu un baccalauréat en génie électrique (technologie de l'information) de l'Université Anton de Kom du Suriname (AdeKUS) en 2001, puis un diplôme d'ingénieur néerlandais (Ir.) En génie électrique (télécommunications) de l'Université de technologie de Delft en 2004. 
Avant de se lancer dans la politique, il a été éducateur à l'Université Anton de Kom du Suriname.
En mai 2011, Adhin a été nommé à la présidence de l'Union culturelle du Suriname et est resté en poste jusqu'en février 2014. Adhin, qui est actif au sein d'organisations sociales et culturelles depuis 13 ans, continue de mettre l'accent sur l'importance du rôle de la culture pour le développement. , la création de conscience, la valorisation de son patrimoine et pour stimuler la réalisation d’objectifs communs par la participation active et collective des individus. Ce sont ses qualités de dirigeant lors de la préparation des 140 ans de festivités nationales de l'immigration indienne qui ont attiré l'attention du président Bouterse, qui l'a nommé par la suite ministre de l'Éducation et du Développement communautaire en juillet 2013. Adhin a également été un membre actif du Vishva Hindu Parishad Suriname et de la fondation Mata Gauri. 
De 2013 à 2015, Adhin a été ministre de l'Éducation et du Développement communautaire. Il a annoncé une restructuration totale du ministère pour améliorer les résultats dans le secteur de l'éducation au Suriname. 
En août 2013, Adhin a lancé au Suriname la méthode d'enseignement et de formation techniques et professionnelles (EFTP). Un groupe de travail a été mis en place le 1er novembre 2013 pour travailler à la mise en place d'une autorité nationale de formation utilisant la stratégie existante du Caricom. Cette autorité nationale devait être chargée de combler le fossé entre le système éducatif et la demande des marchés du travail du secteur privé, de certifier diverses professions ainsi que de garantir la qualité des cours au sein du système éducatif du Suriname.
En octobre 2014, Adhin a lancé deux cours sur les TIC dans l'éducation, parmi lesquels un cours de trois ans conduisant au baccalauréat en éducation (B.ed). Les cours sont destinés aux éducateurs et sont conformes aux priorités politiques d'Adhin visant à moderniser et professionnaliser le secteur et à se préparer aux évolutions technologiques et aux défis de l'éducation en général. Il a fait appel à des professionnels internationaux pour réaliser les plans dans un délai de 4 mois.
officiellement lancé l'ouverture du premier institut de formation pré-universitaire Bridging du Suriname, offrant ainsi davantage d'opportunités à un plus grand nombre d'étudiants. L'ouverture et le lancement du Evening Pre-College avaient également le même objectif. 
En tant que ministre de l'Éducation, Adhin a créé des opportunités pour les jeunes entrepreneurs d'investir en eux-mêmes, avec la création de l'Office national de la formation du Suriname, ainsi que plusieurs cours de formation aux TIC. 
Le 9 janvier 2017, le vice-président Adhin a rencontré le Premier ministre indien, Narendra Modi, à Bengaluru, en Inde, où ils ont discuté du renforcement de la coopération bilatérale économique et technologique entre les deux États. Adhin a souligné que le Suriname avait beaucoup de potentiel dans les domaines de l'agriculture, de l'élevage, de l'huile de palme, de la transformation du bois, en plus de ceux des industries extractives (or, pétrole brut et bauxite). Adhin envisage de créer une chaire sur l'Ayurveda à l'Université du Suriname et à l'Institut national des thérapies naturelles et holistiques en collaboration avec l'Inde. Il envisage notamment de créer des plantations de plantes médicinales, des laboratoires de recherche, des usines de fabrication de produits Ayurveda pour le marché surinamais et d’étendre ses activités à d’autres pays d’Amérique latine et des Caraïbes. Cette vision d'Adhin soutient les efforts de diversification de l'économie surinamaise, mais également l'approche des gouvernements visant à faire de la santé la priorité la plus importante. Ce dernier point est également mis en avant par le programme des gouvernements intitulé «La santé dans toutes les politiques».
En tant que jeune individu accompli d'origine indienne, Adhin a été invité en Inde en tant que conférencier principal à la Convention Youth Privasi Bharatiya Divas du 7 janvier 2016, qui faisait partie de la Convention annuelle Privasi Bharatiya Divas (PBD), une plate-forme mondiale pour La diaspora s'est tenue du 8 au 9 janvier 2017 à Bengaluru, capitale de l'État de Karnataka.
Il devient le président de l'Assemblée nationale du Suriname le 29 juin 2025.